# Distretto di Môrôn
Il distretto di Môrôn è uno dei diciassette distretti (sum) in cui è suddivisa la provincia del Hėntij, in Mongolia. Conta una popolazione di 1.326 abitanti (censimento 2010). 